# Oromók
Az oromók vagy gallák egy népcsoport Északkelet-Afrikában, Etiópia legnépesebb nemzetisége. Számuk világszerte kb. 27 millió, ebből 95% él Etiópiában, elsősorban Oromia szövetségi államban.

## Elnevezés
Az oromo a nép önelnevezése, más népek gyakran a galla kifejezéssel említették őket. Ez a szomáli „nem-muszlim, idegen”, vagy az arab „nemet mondott” (ti. Mohamed tanításaira) kifejezésből eredeztethető, ami tehát az iszlám előtti ősi oromo vallás korából maradt fenn.
A 19. században a galla kifejezés pejoratívvá vált, ekkor az ország középső részén élő amharák és oromók keveredéséből kialakult népet illették vele. Ezt vették át az olaszok az 1930-as években és terjesztették el a nyugati világban. Az oromo név használata csak az utóbbi években terjedt el újra.

## Történet
A kusita népek közé tartozó oromók minden valószínűség szerint Északkelet-Afrika őslakói. Nomád pásztorkodással és részben földműveléssel foglalkoztak, és már igen korán (legkésőbb a 6. században) kapcsolatba kerültek az északabbra élő sémi népekkel. Törzseik királyságokat (pl. Jimma központtal) alapítottak, és vagy az iszlám, vagy az ortodox kereszténység befolyása alá kerültek. Szomszédaikkal hol békés, hol ellenséges viszonyt tartottak fenn. Több törzs észak felé terjeszkedett: az arsik a szomáliakat és a szidamókat szorították vissza, a yejjuk pedig az amharák déli előretörését akadályozták meg. További konfliktust okoztak a kelet felől, Ogadenben terjeszkedő szomáliak.
Az iszlámot követő keleti oromo törzsek szomáliakkal és afarokkal szövetkezve Ahmed al-Ghazi (1507-1543) vezetésével meghódították a keresztény többségű etióp területeket.
A 17-18. századfolyamán gyakran változó etnikai vagy vallási szövetségek küzdöttek egymás ellen, közülük a 19. század első felére három oromo állam jelentősége nőtt meg, ezek Enarya, Goma és Guma. Ezek Etiópiához csatolásában fontos szerepe volt II. Menelik hadvezérének, az oromo származású Ras Gobenának (1821-1889). II. Menelik óta az ország központja Shewa tartományba került, amelynek lakossága az amhara és az oromo népek keveredéséből alakult ki. Jól példázza ezt a két császár: V. Ijaszu  (1913–1916) és Hailé Szelasszié (1930–1974) is, akik részben oromo, részben amhara származásúak voltak. Ez mind az északi amhara, mind a déli oromo népesség esetében komoly etnikai feszültségek kialakulásához vezetett. Az oromók egy része rabszolgasorba került, a szabadok pedig magas adókat fizettek földjeik használatáért. Az oktatás nyelve az amhara lett, az oromo nyelvű szövegeket megsemmisítették. A vallásgyakorlást is korlátozták, a kultúrát pedig alacsonyabb rendűnek tekintették, vallási szövegeket nem lehetett oromo nyelven írni. Az olaszok 1936-1941 között földreformot vezettek be, de kiűzésük után, amikor Hailé Szelasszié visszatért, a korábbi bérleti rendszert állították vissza. Ez a helyi ellenállás ellenére is fennmaradt 1974-ig.
1973-ban megalapították az Oromo Felszabadítási Frontot, ami politikai szervezkedésbe kezdett. Ugyanebben az évben több mint negyedmillió halálos áldozata volt az éhínségnek, a legtöbben Wollo tartományban élő oromók, afarok és tigrék. Az 1974-es fővárosi megmozdulások hatására Hailé Szelassziét felváltotta a Derg, a marxista katonai kormányzat uralma, de ebben a testületeben is az amharák voltak többségben (125 tagból 100 amhara). A bérleti rendszert eltörölték, de ez egyben a földek állami tulajdonba kerülését és kollektivizálását is jelentette.

## Vallás
A 2007-es népszámlálás előzetes adataiból az oromók vallási megoszlása nem derül ki, de a 88%-ban oromók által lakott Oromia szövetségi állam lakosságának 47,5%-a az iszlám, 30,5%-a az Etióp Ortodox Egyház, 17,7%-a pedig protestáns egyházak követője, további 3,3% pedig a hagyományos vallások híve.

## Nyelv
Az oromo nyelv az afroázsiai nyelvcsalád kusita ágába tartozik, közeli rokonai a szomáli, a szidamo, a hadia, a kambata és az afar nyelvek.

## Törzsek
Az oromo nép számos törzsből áll, melyek két ágba sorolhatók:
- Borana-ág: 
  - Macha: a Didessa és az Omo folyók között, illetve Gibe déli részén
  - Tulama: Addisz-Abeba környékén
  - Guji (kb. 5 millió fő):Oromo szövetségi állam déli területein
  - Borana: Borana zóna, Kenya és Szomália
  - Gabra: Észak-Kenya
- Barento/Barentuma-ág:
  - Wallo: a legészakibb csoport, Amhara szövetségi állam Oromia zónájában az Ashenge tóig. Csoportjaik az etióp történelemben jelentős szerepet játszó Raya és a Yejju.
  - Ittu: az Awash folyótól keletre, Dire Dawától délre.
  - Karayu: az Awash völgyében, az egykori Shewa tartomány keleti, Hararghe tartomány nyugati területein.
  - Aniya: az előző csoporttól délre, az Erer folyótól keletre
  - Afran Qallo: Qallo négy utóda alapján ala, oborra, balille és dagaa csoportokra oszlanak.
  - Arsi: Arsi és Bale zónákban
  - Qallu: Awash folyó és Dire Dawa között

## Fordítás
- Ez a szócikk részben vagy egészben  az   Oromo people című angol Wikipédia-szócikk fordításán alapul.  Az eredeti cikk szerkesztőit annak laptörténete sorolja fel. Ez a jelzés csupán a megfogalmazás eredetét és a szerzői jogokat jelzi, nem szolgál a cikkben szereplő információk forrásmegjelöléseként.